# Gotham City Impostors
Gotham City Impostors was een first-person shooter ontwikkeld door Monolith Productions en uitgegeven door WB Games. Het spel kwam uit op 7 en 8 februari voor Microsoft Windows, PlayStation 3 (PSN) en de Xbox 360 (Xbox Live Arcade). Het spel bevat enkel een multiplayer modus. Het spel is op Steam als free-to-play te verkrijgen, hierbij zijn alle functies beschikbaar. Er zijn echter in de vorm van dlc extra objecten beschikbaar.
In Gotham City Impostors vechten Batmanaanhangers tegen Jokeraanhangers. De gameplay van Gotham City Impostors is heel arcade; de speler kan gebruikmaken van rolschaatsen, trampolines en enterhaken om zich door Gotham City verplaatsen.
De game werd free-to-play in 2012, but sindsdien zijn er geen nieuwe updates meer uitgebracht. Door de sluiting van GameSpy in mei 2014 werden de servers voor de PS3-versie op 25 juli afgesloten en is de game nu onspeelbaar.
Gotham City Imposters werd in Augustus 2021 van Steam verwijderd en is niet langer verkrijgbaar.